# Rue Labois-Rouillon
La rue Labois-Rouillon est une voie du 19e arrondissement de Paris, en France.

## Situation et accès
La rue Labois-Rouillon est une voie publique située dans le 19e arrondissement de Paris. Elle débute au 25, rue Curial et se termine au 164, rue d'Aubervilliers.

## Origine du nom

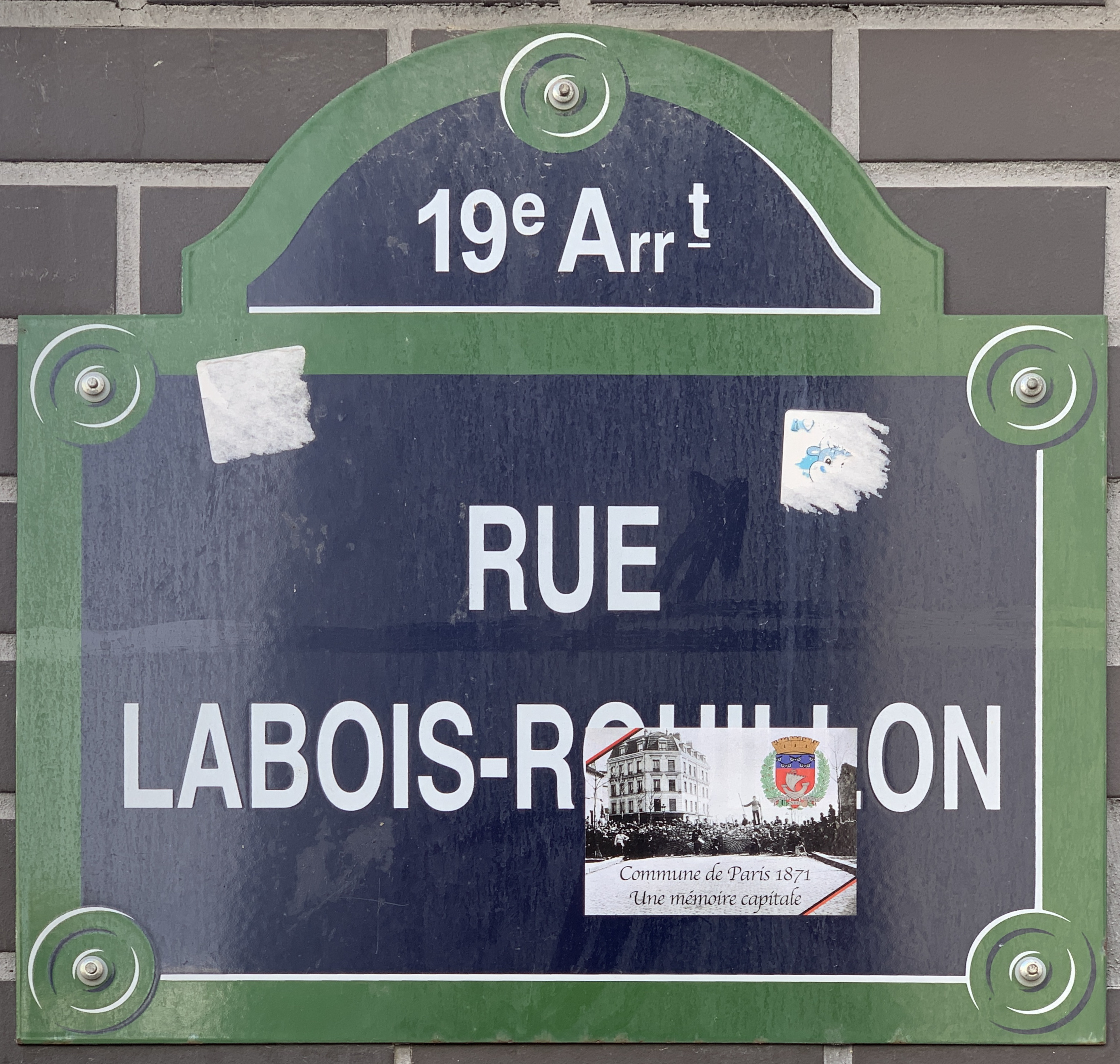
Plaque de la rue.

Cette rue porte les patronymes de MM. Labois et Rouillon, propriétaires des terrains sur lesquels elle fut ouverte.

## Historique
Après s'être appelée « cité des Entrepreneurs », « passage des Entrepreneurs », « passage de Valenciennes », « petite rue Curial » et « passage Curial » un arrêté du 1er février 1877 l'a dénomme « rue de l'Escaut ». 
Elle prend finalement le nom de « rue Labois-Rouillon » par un arrêté du 23 juin 1877 et est classée dans la voirie parisienne par un arrêté du 12 décembre 1935.